# ماریسبورگ (مینه‌سوتا)
ماریسبورگ (به انگلیسی: Marysburg) یک منطقهٔ مسکونی در ایالات متحده آمریکا است که در مینه‌سوتا واقع شده‌است. ماریسبورگ ۳۲۰٫۰۴ متر بالاتر از سطح دریا واقع شده‌است.